# Pseudantechinus mimulus
Pseudantechinus mimulus — вид хижих сумчастих ссавців з родини кволових (Dasyuridae). Вид був виділеним з виду Pseudantechinus macdonnellensis. Етимологія: лат. mimulus —«маленький імітатор». 

## Поширення
Ендемік Австралії, дуже рідкісний на материку, поблизу Маунт-Айза але ймовірно, поширений на групі островів сера Едварда Пелью, Північна Територія (Австралія). Живе серед кам'янистих рідко вкритих деревами площ, наземна рослинність в основному складається з спініфексу. Раціон складається головним чином з безхребетних, хоча може включати дрібних хребетних.

## Загрози та охорона
Мабуть, загрозами є зміна режиму вогню, деградація місць проживання через уведення тваринництва, хижацтво екзотичними хижаками, і, можливо, хвороби. Вид присутній у одній охоронній території — Національний Парк Острова Північний.